# 等时线号
等时线号（英語：ISOCHRON，缩写自，即“太阳系内部年代研究”）是一项拟议的月球采样本返回任务，它将取回最年轻的月海玄武岩的样本。   
该无人探索任务为2019年7月向美国宇航局提交的一项发现计划提案，但未入围最终评选。

## 概述

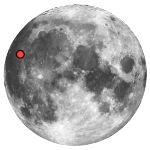
阿里斯塔克斯陨石坑和阿里斯塔克斯高原在月球上的位置。

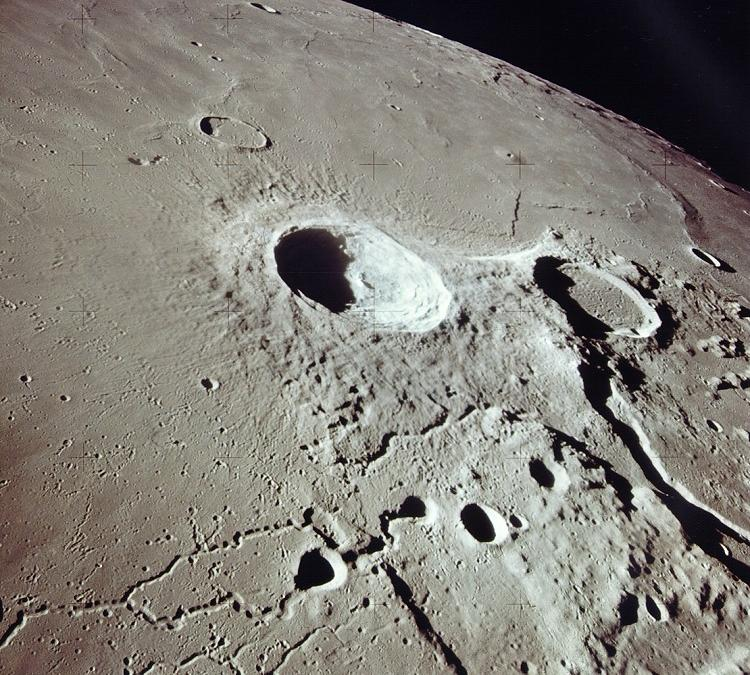
阿波罗15号拍摄的阿里斯塔克斯陨石坑(中间)和希罗多德陨石坑(右)。

等时线号将主要解决有关月球地壳成分、月球火山活动的地层年代划分等对所有类地行星都产生影响的基本问题。由于阿波罗任务未取回任何年轻的岩石，目前行星科学家对月球将近20亿年的地质史尚无法确定具体的时间，月球月海玄武岩形成于部分熔融的地幔，因此可用来探究其内部结构和组成。该任务的既定科学目标是：“对这些相对年轻的玄武岩进行高精度放射测龄，以填补当前与定年有关的陨石坑尺寸-频率分布(CSFDs)空白，从而大幅度改善这种普遍用来估算岩体裸露表面龄的方法”。 
拟议的等时线号任务概念将在阿里斯塔克斯高原以南降落一架无人着陆器，以取回大约150克(5.3盎司)，估计地质龄为15亿至20亿年的玄武岩样本。样本将被放置在一个小容器中发回地球，并由美国宇航局月球样本实验室管理。
该任务的首席研究员为德克萨斯州美国宇航局约翰逊航天中心的“戴夫·德雷伯”(Dave Draper)。
 

## 位置
样品将采自阿里斯塔斯高原 ，该高原位于浩瀚的月球月海-风暴洋中间，属于一块方圆约200公里的倾斜地块，其东南部高出周边月海约2公里。

## 另请参阅
- 月球地质
- 月球内部构造
- 相对地质年代